# Kreuzstein (Fichtelgebirge)
Der Kreuzstein ist eine bewaldete Anhöhe östlich von Warmensteinach in Oberfranken. Der Gipfel liegt auf 838 m ü. NN im südwestlichen Hohen Fichtelgebirge.

## Geographie
Der Kreuzstein ist die höchste Erhebung der Nassen Heide, des zwischen der Warmen Steinach und der Fichtelnaab gelegenen Teils des Fichtelgebirges.

## Gewässer
An der Westseite entspringt der Wurzbach, an der Südseite der Heinersbach.

## Sonstiges

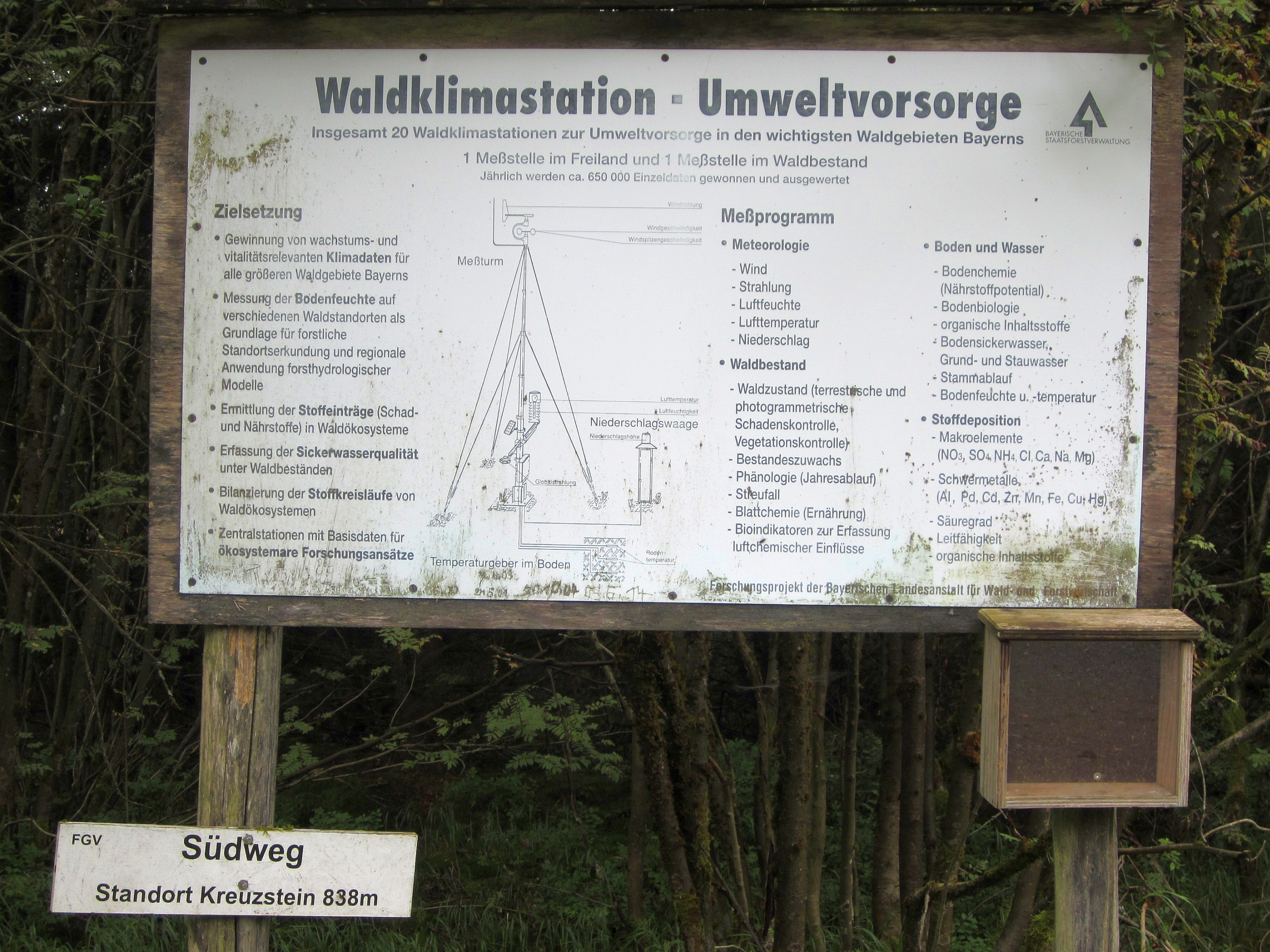
Infotafel zur Klimastation am Kreuzstein

Auf einer Lichtung nahe dem Gipfel befindet sich eine Waldklimastation.

## Karten
- Fritsch Wanderkarte 1:50.000, Blatt 52, Naturpark Fichtelgebirge – Steinwald